# Blue Marlin
Blue Marlin – 8-bitowa telewizyjna gra zręcznościowa na platformę Nintendo Entertainment System. Polega na łowieniu dużych ryb morskich, takich jak: smagle, rekiny, czy tytułowy niebieski marlin. Za zdobyte punkty wymienia się sprzęt (żyłka, przynęta) na lepszy.